# Pasqual Asins i Lerma
Pasqual Asins i Lerma   (València, 1896 - Benimaclet, 1948) va ser un poeta i activista lingüístic valencià.
Va estudiar magisteri a València i treballà a la Companyia Valenciana de Tramvies. L'any 1918 va encarregar-se de la base 5a, corresponent a l'idioma, de la Declaració Valencianista de 1918, promoguda conjuntament per Unió Valencianista i Joventut Valencianista. Va presidir l'associació Nostra Parla i va ser membre de la redacció i director de la secció pedagògica del setmanari nacionalista El Camí. En la dècada del 1930 va desenvolupar una important tasca de promoció i reivindicació de la introducció del valencià a l'escola sent un dels promotors de l'Associació Protectora de l'Ensenyança Valenciana (1934). Va ser un dels signataris de les Normes de Castelló i simpatitzà amb Acció Nacionalista Valenciana. Es passà la guerra civil espanyola reclòs a casa seva i després va col·laborar amb algunes activitats de Lo Rat Penat.
Com a escriptor va col·laborar amb la revista Taula de Lletres Valencianes. L'any 1916 va publicar el seu recull de poesia Melodies. La resta de la seua obra poètica va ser publicada pòstumament pels seus amics, en un volum titulat Poesies (1949), prologat per Francesc Caballero i Muñoz.